# Рачинский уезд

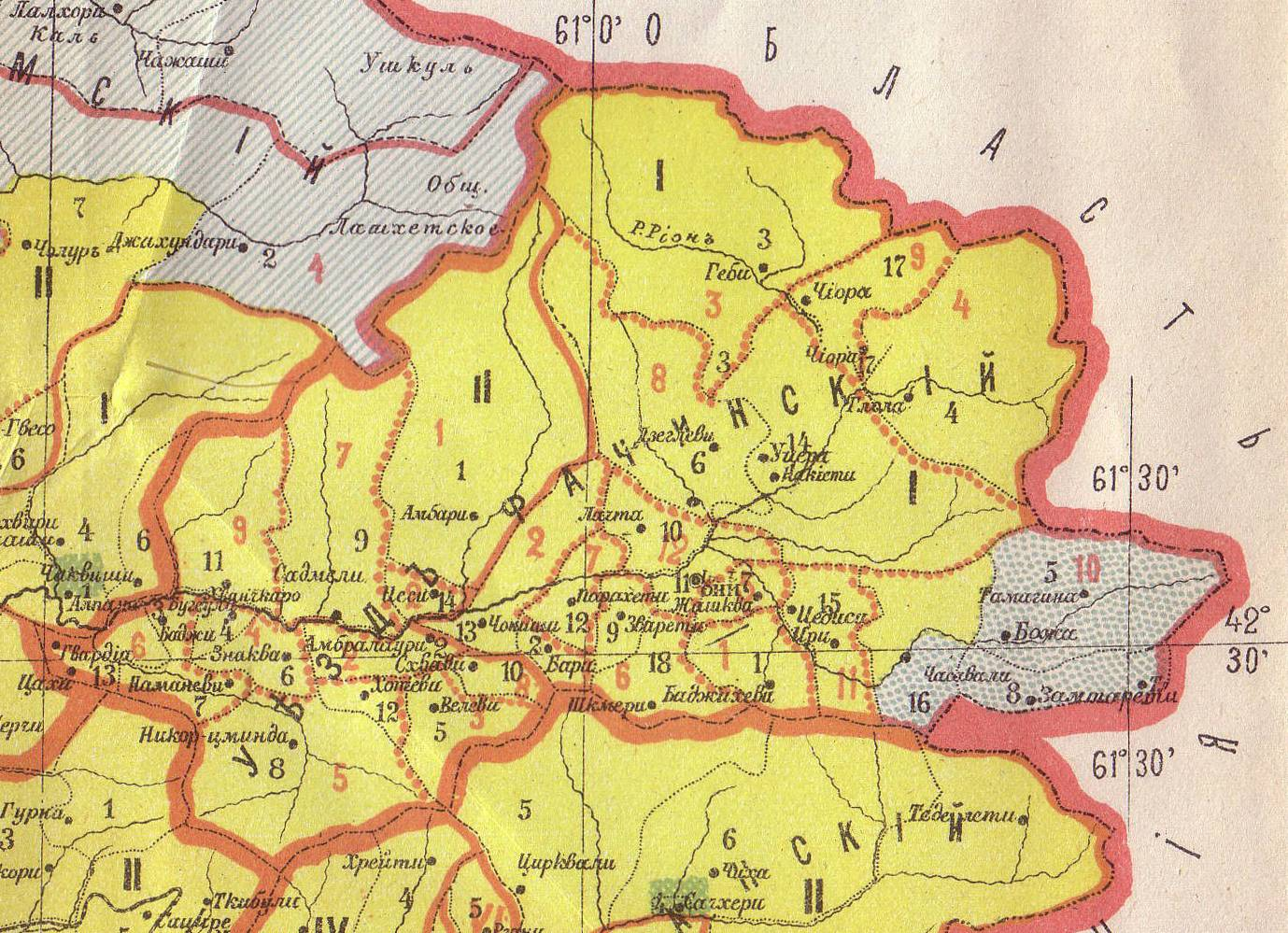
Рачинский уезд

Рачинский уезд — административная единица в составе Кутаисской губернии и Грузинской ССР. Административный и торговый центр — местечко Они.

## География

### Географическое положение
Рачинский уезд занимал северо-восточный угол Кутаисской губернии, граничил на севере и северо-востоке с Терской областью, на юго-востоке — с Тифлисской губернией, на западе с Лечхумским, на юге-западе — с Кутаисским и на юге — с Шорапанским уездами Кутаисской губернии.

### Рельеф
Будучи окаймлен со всех сторон возвышенностями, достигавшими на севере весьма значительной высоты (Адай-хох), Рачинский уезд в орографическом отношении представлял почти замкнутую, наполненную множеством малых отрогов и кряжей, сильно приподнятую на северо-востоке и постепенно понижающуюся к юго-западу котловину, дно которой было образовано глубокой долиной верхнего Риона, прорезавшего весь уезд в этом же направлении; долина эта служила единственным удобным путём сообщения Рачинского уезда с остальной частью Кутаисской губернии (важнейшим путём сообщения, связывавшим Рачинский уезд с губернским городом, являлась шоссейная Военно-Осетинская дорога, пересекавшая весь уезд, проходя от Кутаиса до Мамисонского перевала (3130 м) в Главном Кавказском хребте, откуда она спускалась в Осетию в Терскую область). В Закавказье Рачинскую котловину чаще всего называли Рачей (от рача, по-грузински — «что за колодец»); более возвышенная часть её, по верховьям р. Риона, носила название Верхней Рачи, а лежащая ниже — Нижней. Леса занимали более половины всей площади уезда и состояли из бука, граба, ели, пихты, дуба, сосны, каштанов и проч. Из диких зверей в особенности много встречалось медведей, причинявших большой вред кукурузным посевам.

## История
Уезд образован в 1846 году в составе Кутаисской губернии на территории бывшей исторической области Имеретия.
В 1918 году Рачинский уезд в составе Кутаисской губернии вошёл в состав Грузинской Демократической Республики. В 1929 году упразднён с передачей территории в Кутаисский округ.

## Население
Население, за исключением небольшого числа (ок. 600 чел.) евреев, живших в местечке Они, и армян (ок. 100 чел.), состояло из православных грузин (имеретинцев), несколько отличавщихся по типу и нравственным качествам от остальных имеретинцев. Русские исследователи конца XIX в. без достаточных оснований указывали, что якобы «умственный кругозор рачинцев весьма ограничен, грамотность развита у них очень слабо».

### Национальный состав в 1897 году[2]
| грузины                                                                                 | осетины            | евреи            | армяне           | русские         | др.             | всего                 |
| --------------------------------------------------------------------------------------- | ------------------ | ---------------- | ---------------- | --------------- | --------------- | --------------------- |
| 92,7 % (56.010 чел., включая 44.652 имеретинцев, 11.260 грузин, 93 мингрела и 5 сванов) | 5,8 % (3.514 чел.) | 1,0 % (609 чел.) | 0,3 % (173 чел.) | 0,1 % (64 чел.) | 0,1 % (51 чел.) | 100.0 % (60 421 чел.) |

## Административное деление
В 1913 году в состав уезда входило 22 сельских правлений:
| - Амбарское — с. Амбари, - Амбролаурское — с. Амбролаури, - Баджихевское — с. Баджихеви, - Баджское — с. Баджи, - Барское — с. Бари, - Бугеульское — с. Бугеули, - Велевское — с. Велеви, - Гебское — с. Геби, | - Глольское — с. Глола, - Жатквское — с. Жатква, - Зваретское — с. Зварети, - Никорцминдское — с. Никорцминда, - Онское — м. Они, - Парахетское — с. Парахети, - Патара-Онское — с. Они Малое, | - Садмельское — с. Садмели, - Схвавское — с. Схвава, - Уцерское — с. Накиети, - Хванчкарское — с. Тола 1-я, - Цедисское — с. Ири, - Часавальское — с. Часавали, - Чиорское — с. Чиора. |

## Сельское хозяйство
Главнейшие занятия населения — земледелие, скотоводство и отхожие промыслы; в Нижней Раче вследствие мягкости климата земледелие было более развито, чем в Верхней, где господствовало скотоводство и отхожие промыслы и ежегодно не хватало хлеба на продовольствие населения. Сеяли преимущественно ячмень, пшеницу, просо, гоми, кукурузу и рожь; засеянная площадь равнялась около 4½% всего пространства уезда; урожаи были посредственные; удобрение применялось повсеместно. Очень важное значение имело виноградарство и виноделие, развитое исключительно в более низких и теплых частях уезда; культура винограда достигала местностей в 1.048 м (3140 футов) над уровнем моря; всего под виноградниками было ок. 3.186 га (3000 десятин), с которых в благоприятные годы собирали до 73.800 гектолитров (600.000 вёдер) вина. Садоводство было развито слабо; шелководством занимались некоторые селения Нижней Рачи. В начале 90-х годов XIX в. в Рачинском уезде насчитывалось 2.630 лошадей, 220 ослов, 27.000 голов крупного рогатого скота, 10.000овец, 3.500 коз, 15.000 свиней. Скот был мелким и не отличался хорошими качествами. Молочные продукты имели важное продовольственное значение. Сильно были развиты отхожие промыслы; рачинцы уходили в города всего Закавказья до Кахетии включительно и занимались преимущественно переноской тяжестей, распилкой леса, плотничным и кузнечным ремёслами, а также служили домашней прислугой. Жители высоких горных местностей занимались сбором персидской ромашки (Pyrethrum roseum), употреблявшейся для получения персидского порошка. Кустарные промыслы — производство грубых сукон, бумажных материй, шапок, сит и корзин.

## Фабрично-заводская промышленность
Фабрично-заводской промышленности в Рачинском уезде не существовала; почти единственными промышленными заведениями являлись несколько довольно больших мельниц местного устройства.

## Известные уроженцы
- Гоциридзе, Виктор Давидович (1910—1995) — советский инженер-строитель, руководитель Тбилисского метростроя, построившего Тбилисский метрополитен, Герой Социалистического Труда.
- Гоциридзе, Илья (Илларион) Давидович (1897—1968) — советский государственный и хозяйственный деятель. Генерал-директор движения 1-го ранга.
- Гоциридзе, Михаил Давидович (1905—1993) — советский деятель промышленности, директор Дзержинского завода имени Я. М. Свердлова.